# Fulica alai
Fulica alai е вид птица от семейство Дърдавцови (Rallidae). Видът е световно застрашен, със статут Уязвим.

## Разпространение
Видът е разпространен в САЩ.